# Vandrimare
 Vandrimare  là một xã thuộc tỉnh Eure trong vùng Normandie miền bắc nước Pháp.

## Huy hiệu
| Arms of Vandrimare | The arms of Vandrimare are blazoned: Azure, a chevron argent, between 2 martlets respectant, and a rose slipped and leaved Or, the shield itself fimbriated argent. |